# Casa Rosada

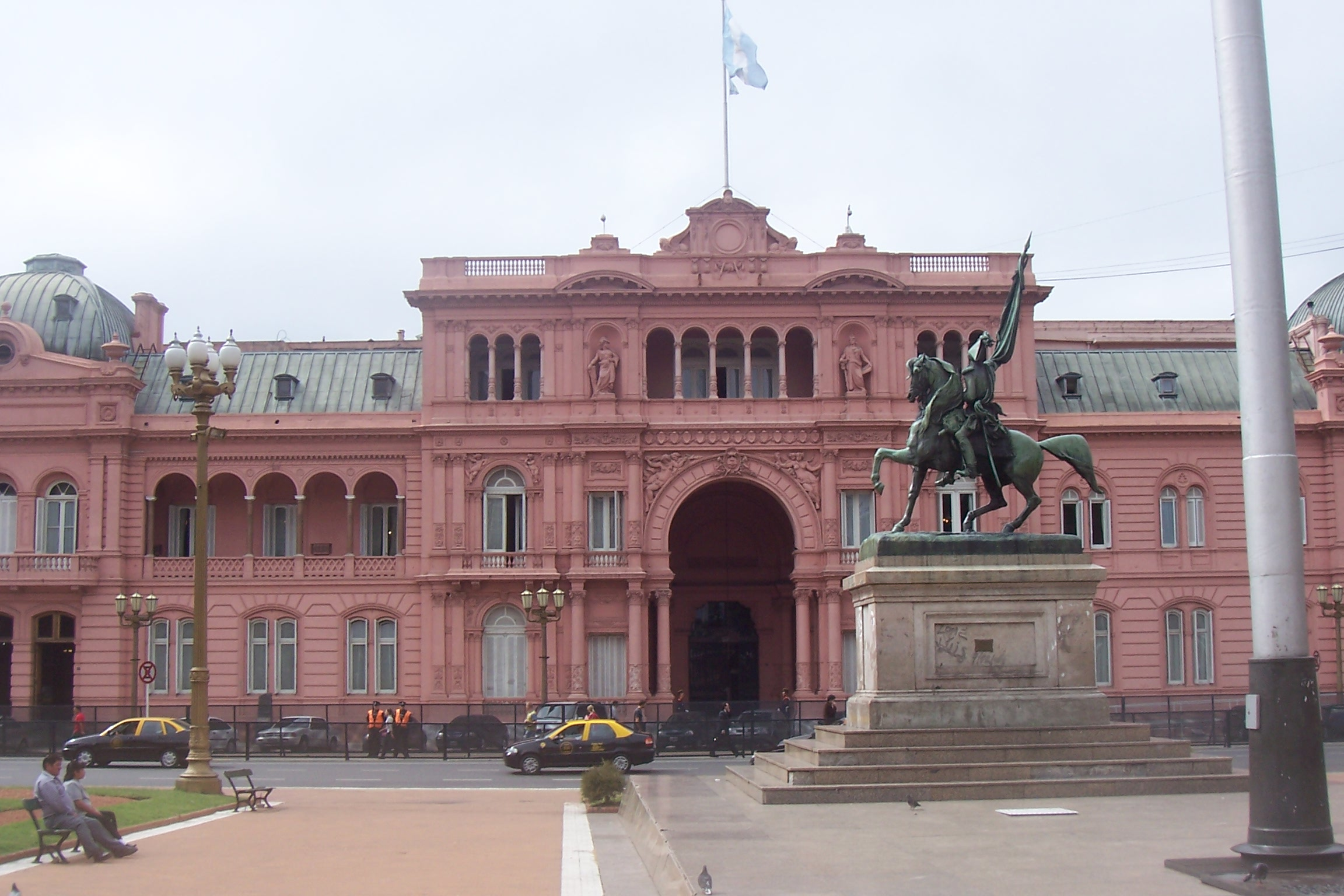
Casa Rosada – az argentin elnöki palota

Casa Rosada (rózsa ház) az argentin elnöki palota megnevezése. Buenos Airesben, Argentína fővárosában a tengerparton lévő Plaza de Mayo téren, a Monserrat városrészben található.
A Casa Rosada a régi városi erődítményre épült, és gyakran átépítették. A palota a hivatalban lévő argentin elnök székhelye, ámbár mint ilyet többnyire csak formális alkalmakra használják. Az elnöknek egy további székhelye a város északi részén, Olivosban szolgál a pihenésre és a nem hivatalos reprezentációra.
Az épület külsejének rózsaszín színezése 1873-ból származik, Domingo Faustino Sarmiento elnökségének idejéből, bár azóta a rózsaszín árnyalatai többször változtak. A színválasztásra két magyarázat létezik. Egyik szerint a pártnélküli Sarmiento ezzel Argentína egységét akarta szimbolizálni, mivel a két ellenséges párt – az unitaristák és a föderalisták – színeit, a fehéret és a vöröset kevertette össze. A másik magyarázat arra utal, hogy a 19. században a rózsaszín széles körben elterjedt színezése volt a házaknak, mivel a mészkövet ökörvérrel keverték össze, s ezáltal a színezőanyag jó kötőképességet és víztaszító tulajdonságot nyert. Az utóbbi érvelést támasztja alá részben az is, hogy az unitaristák színe tulajdonképpen nem a vörös, hanem az égkék/azúr volt.
A Casa Rosadában található egy kis múzeum is, amelynek a bejárata a Calle Hipólito Yrigoyenen található, s láthatók benne többek között a régebbi elnökök személyes tárgyai is.
A palotán lengedező hatalmas argentin lobogó alatt, ha felhúznak egy kisebb zászlót is, az azt jelzi, hogy az elnök az épületben tartózkodik.

## Fordítás
- Ez a szócikk részben vagy egészben  a   Casa Rosada című német Wikipédia-szócikk ezen változatának fordításán alapul.  Az eredeti cikk szerkesztőit annak laptörténete sorolja fel. Ez a jelzés csupán a megfogalmazás eredetét és a szerzői jogokat jelzi, nem szolgál a cikkben szereplő információk forrásmegjelöléseként.